# Wołoszyński Stawek
Wołoszyński Stawek – niewielkie, okresowe jeziorko morenowe położone kilkadziesiąt metrów na północ od Polany pod Wołoszynem w Tatrach Wysokich, na wysokości około 1245 m n.p.m. Przy niskim stanie wody początkowo rozdziela się na dwa stawki, a następnie wysycha, choć rzadko w zupełności. Zazwyczaj jego długość i szerokość wynoszą po kilkanaście metrów.

## Szlaki turystyczne
z Polany pod Wołoszynem na Rusinową Polanę. Czas przejścia w obie strony: 30 min.